# Velká Lhota
Velká Lhota (in tedesco Groß Lhota) è un comune della Repubblica Ceca facente parte del distretto di Vsetín, nella regione di Zlín.